# Gennadi Iwanowitsch Kowaljow
Gennadi Iwanowitsch Kowaljow (russisch Геннадий Иванович Ковалёв; * 10. Oktober 1945 in Nowy Durulgui, Rajon Ononski, ehemalige Oblast Tschita der Sowjetunion; † 30. Dezember 2024) war ein sowjetischer Biathlet.

## Sportliche Laufbahn
Gennadi Kowaljow kam erst spät zum Sport, er begann seine Karriere als Langläufer und wechselte erst danach zum Biathlon. Zu Beginn der 1970er Jahre gehörte er zu den stärksten sowjetischen Biathleten und war von 1970 bis 1975 Mitglied des sowjetischen Nationalkaders. Er wurde für die Olympischen Winterspiele 1972 in Sapporo nominiert, war aber nur Ersatzläufer und kam nicht zum Einsatz. Mit der sowjetischen Staffel in der Besetzung Tichonow, Safin, Kolmakow und Kowaljow als Schlussläufer gewann er den Weltmeistertitel bei den Biathlon-Weltmeisterschaften 1973. Den größten Einzelerfolg seiner Karriere feierte er ebenfalls 1973 in Lake Placid als Vizeweltmeister hinter seinem Landsmann Alexander Tichonow im 20-km-Wettbewerb. 1975 sicherte sich Kowaljow den Staffeltitel bei den sowjetischen Meisterschaften. Daneben gewann er 1976 und 1977 den UdSSR-Cup, war viermal Meister der sowjetischen Streitkräfte und fünffacher Heeresmeister.
Vor seiner sportlichen Karriere arbeitete Kowaljow 1963 und 1964 auf dem Sowchos «Красная Ималка» (Rote Imalka) als Traktorfahrer. 1973 schloss er eine Ausbildung an der «Забайкальский государственный гуманитарно-педагогический университет» (Staatlichen Humanitär-Pädagogischen Nikolai-Gawrilowitsch-Tschernyschewski-Universität des Transbaikal Tschita) ab. Kowaljow war Oberstleutnant der Russischen Armee, der er von 1964 bis 1993 angehörte, und wurde mit der Medaille «За боевые заслуги» (Für Verdienste im Kampf) sowie als Verdienter Meister des Sports ausgezeichnet. Von 1993 an leitete er einen Biathlon-Sportklub, ab 1998 war er Direktor des Sportklubs „Olympia“, seit 2002 war er Direktor des СДЮШОР (SDJuSchOR), einer spezialisierten Kinder- und Jugendsportschule der olympischen Reserve für Biathlon in Tschita.